# Repubblica Sovietica di Odessa
La Repubblica Sovietica di Odessa (in russo Одесская Советская Республика) fu una repubblica sovietica creata il 31 gennaio 1918 in seguito allo sfaldamento dell'Impero russo, con l'intenzione di essere parte integrante della Russia bolscevica. La massima autorità fu il Consiglio dei commissari del popolo, retto da Vladimir Judovskij. I leader della Repubblica Sovietica di Odessa dichiararono di riconoscere non il governo dell'Ucraina sovietica, bensì quello della Russia bolscevica di Pietroburgo. La repubblica non fu riconosciuta da altri Paesi a causa dell'instabile situazione politica interna, che fu la causa della sua breve durata. Dal febbraio del 1918 la Repubblica Sovietica di Odessa lottò contro le truppe rumene in Bessarabia e da marzo contro gli eserciti austro-ungarico e tedesco. Il 13 marzo 1918 fu saccheggiata da austriaci e tedeschi e in seguito annessa alla Repubblica Popolare Ucraina.